# Israelisch-ugandische Beziehungen
Die israelisch-ugandischen Beziehungen beschreiben das zwischenstaatliche Verhältnis von Israel und Uganda.

## Geschichte

### Kolonialzeit Ugandas
1903 unterbreitete der britische Kolonialsekretär Joseph Chamberlain  mit dem Britischen Uganda-Programm dem Zionisten Theodor Herzl den Vorschlag, auf dem Mau-Plateau ein Gebiet von etwa 12.950 km² verfolgten Juden als Heimstatt anzubieten. Dieses Gebiet gehört heute zu Kenia. 1905 prüften drei vom Zionistenkongress entsandte Kommissare die Tauglichkeit des angebotenen Territoriums. Zwei von ihnen sprachen sich gegen den Besiedlungsplan aus, weswegen der Kongress das Angebot ablehnte.

### Postkoloniale Zeit

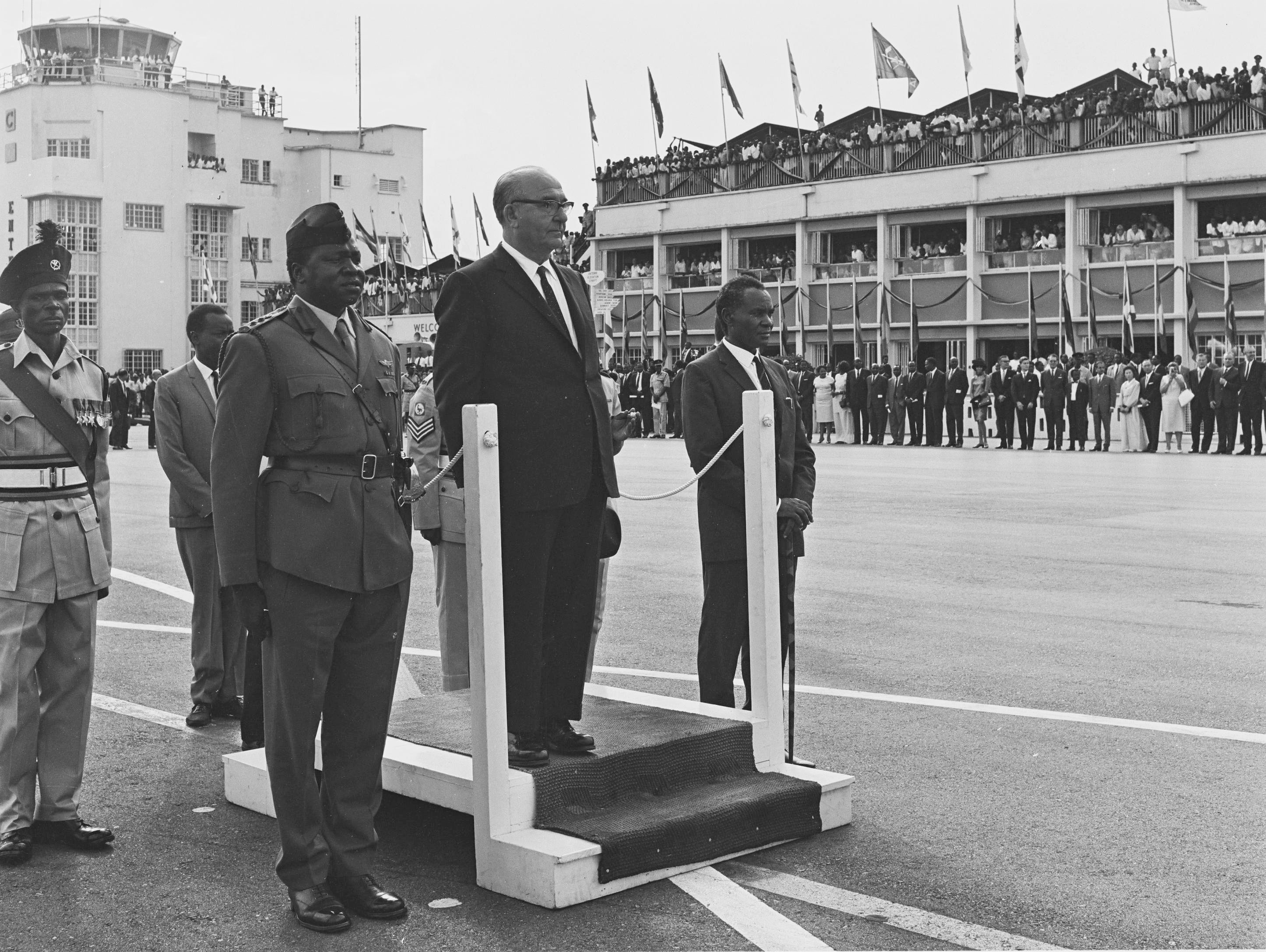
Israels Premierminister Levi Eschkol mit Ugandas Stabschef Idi Amin und Ugandas Vizepräsidenten John Babiiha am Flughafen von Entebbe (1966)

Schon vor der Unabhängigkeit Ugandas 1962 begann Israels Premierminister David Ben-Gurion in den 1950er Jahren strategische Partnerschaften mit Ländern am Rande der Arabischen Welt zu schließen. Teil der „Peripheral Doctrine“ war auch die Ausrüstung und Ausbildung der ugandischen Streitkräfte sowie Entwicklungshilfe durch Bauprojekte und in der Landwirtschaft. 1967 verkaufte Israel dem afrikanischen Staat Waffen im Wert von sieben Millionen US-Dollar. Unter Milton Obote, dem ersten Präsidenten Ugandas, half das afrikanische Land Israel ab 1969 im Kampf gegen die sudanesische Zentralregierung in Khartum (durch die Unterstützung der Anya-Nya-Rebellen im Süden des Sudans). Dies sollte verhindern, dass der Sudan bei einer Rückeroberung der Sinaihalbinsel Ägypten helfen könnte. Später beendete Obote aber die Hilfe für die Anya-Nya, um die Beziehungen zum Nachbarland zu verbessern. Zudem soll er – wie andere afrikanische Führer – die „Aggression“ Israels gegenüber Ägypten verurteilt haben.
Ugandas Militärchef Idi Amin hingegen war mit dem israelischen Militärattaché Baruch Bar-Lev befreundet und stammte aus der Grenzregion zum Sudan, so dass er die Unterstützung für die Anya-Nya begrüßte. 1963 war Amin von den israelischen Streitkräften zum Fallschirmjäger ausgebildet worden. Bar-Lev unterstützte Amin beim Aufbau eines ihm treuen Bataillons innerhalb der ugandischen Streitkräfte, das von Israelis trainiert wurde. Die Einheit bestand aus Fallschirmjägern und verfügte über Panzer und andere gepanzerte Fahrzeuge. Im Januar 1971 nutzte Amin eine Auslandsreise Obotes nach Singapur, um mit seiner Truppe die Macht zu übernehmen. Israelis sollen Amin dabei als Berater gedient haben. Hier gibt es unterschiedliche Aussagen. Nachdem Obote 1971 von Idi Amin gestürzt worden war, unterstützte der neue Machthaber wieder die südsudanesischen Rebellen und führte die militärische Zusammenarbeit mit Israel weiter fort.
Nach seiner Machtübernahme besuchte Amin als erstes Land Israel und wurde dort von Verteidigungsminister Mosche Dajan empfangen. Israel trainierte einen Großteil der ugandischen Armee und rüstete sie auch aus. Außerdem wurden von Israel mehrere Bauprojekte in Uganda ausgeführt. Als Israel sich aber weigerte, Uganda mit Kampfjets für den Krieg mit Tansania auszurüsten, geriet Amin in Zorn auf seinen Verbündeten. Noch im Februar 1972 besuchte Amin Libyen (an Bord eines israelischen Flugzeugs) und traf den dortigen Diktator Muammar al-Gaddafi. Nach dem Besuch nahm Amin eine anti-israelische Position ein und wurde zum großen Kritiker Israels. Alle Israelis wurden aus Uganda ausgewiesen, in die ehemalige Botschaft Israels zog die PLO ein und am 30. März 1972 brach Uganda die diplomatischen Beziehungen mit Israel ab.

### Operation Entebbe

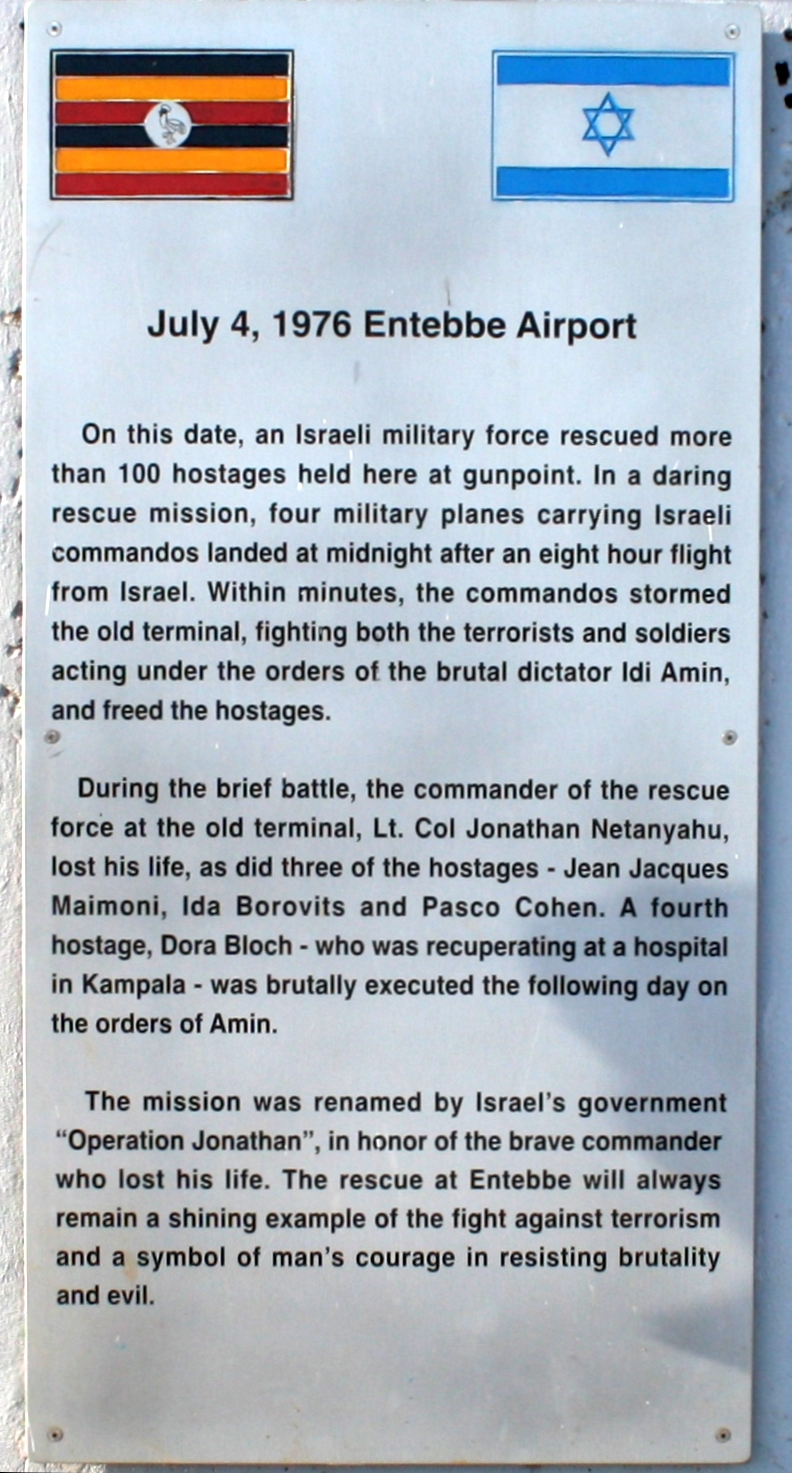
Gedenktafel am Flughafen Entebbe

Am 27. Juni 1976 wurde der Flug 139 der Air France von Tel Aviv über Athen nach Paris nach dem Start in Athen entführt. Der Airbus A300 mit 258 Passagieren und 12 Besatzungsmitgliedern wurde von einer palästinensisch-deutschen Terrorgruppe zunächst nach Bengasi in Libyen umgeleitet und dann zum Flughafen Entebbe, nahe Ugandas Hauptstadt Kampala, gebracht. Amin begrüßte die Terroristen persönlich und lokale ugandische Behörden unterstützten die Geiselnehmer. Die jüdischen Geiseln wurden von den anderen Gefangenen getrennt und in die alte Transithalle des Terminals gebracht. Die anderen ließ man frei. In Israel entschloss man sich, mit einer Militäraktion die Geiseln zu befreien. In der Nacht vom 3. auf den 4. Juli landeten israelische Truppen im Rahmen der Operation Entebbe auf dem ugandischen Flughafen und befreiten die Geiseln mit Gewalt. Beim Feuergefecht, in das auch ugandische Soldaten verwickelt waren, starben alle sieben Terroristen, drei Geiseln, ein israelischer Offizier und 45 ugandische Soldaten. Dora Bloch, eine weitere israelische Geisel, die sich zu diesem Zeitpunkt in einem Krankenhaus befand, wurde auf Befehl Amins ermordet. Um den Abflug der befreiten Geiseln zu schützen, zerstörte das israelische Kommando elf Kampfjets, die auf dem Rollfeld standen. Das entsprach einem Viertel der gesamten ugandischen Luftwaffe. Die völkerrechtliche Bewertung der israelischen Operation ist umstritten. Während westliche Staaten das Vorgehen Israels tolerierten, nannte UN-Generalsekretär Kurt Waldheim das Geschehen eine „ernste Verletzung der Souveränität eines Mitgliedsstaates.“ Eine ausdrückliche Verurteilung Israels fand im Sicherheitsrat der Vereinten Nationen keine Mehrheit.
1979 wurde Idi Amin gestürzt.

### Nach Idi Amin
Im Juli 1994 nahm Uganda wieder diplomatische Beziehungen zu Israel auf. Ugandas Präsident Yoweri Museveni ist ein treuer Verbündeter des Westens und auch Israels. Er besuchte Israel bereits mehrmals. Das Militär Ugandas wird wieder mit israelischer Hilfe ausgebildet und ausgerüstet. Außerdem schiebt Israel im Rahmen eines Dritt-Land-Abkommens eritreische und sudanesische Flüchtlinge nach Uganda ab. Israels Premierminister Benjamin Netanyahu, Bruder des bei der Befreiungsaktion umgekommenen israelischen Kommandanten der Sondereinheit Yonatan Netanyahu, besuchte Uganda 2016.
2017 wurde in Kampala ein Chabad-Zentrum gegründet.
Etwa 400 ausländische Juden, vor allem israelische Staatsbürger, leben derzeit in Uganda. Hunderte ugandische Agrarstudenten absolvieren mit Hilfe israelischer Stipendien Praktika in Israel. Außerdem reisen viele Ugander als Pilger zu den Heiligen Stätten in Israel.

## Judentum in Uganda

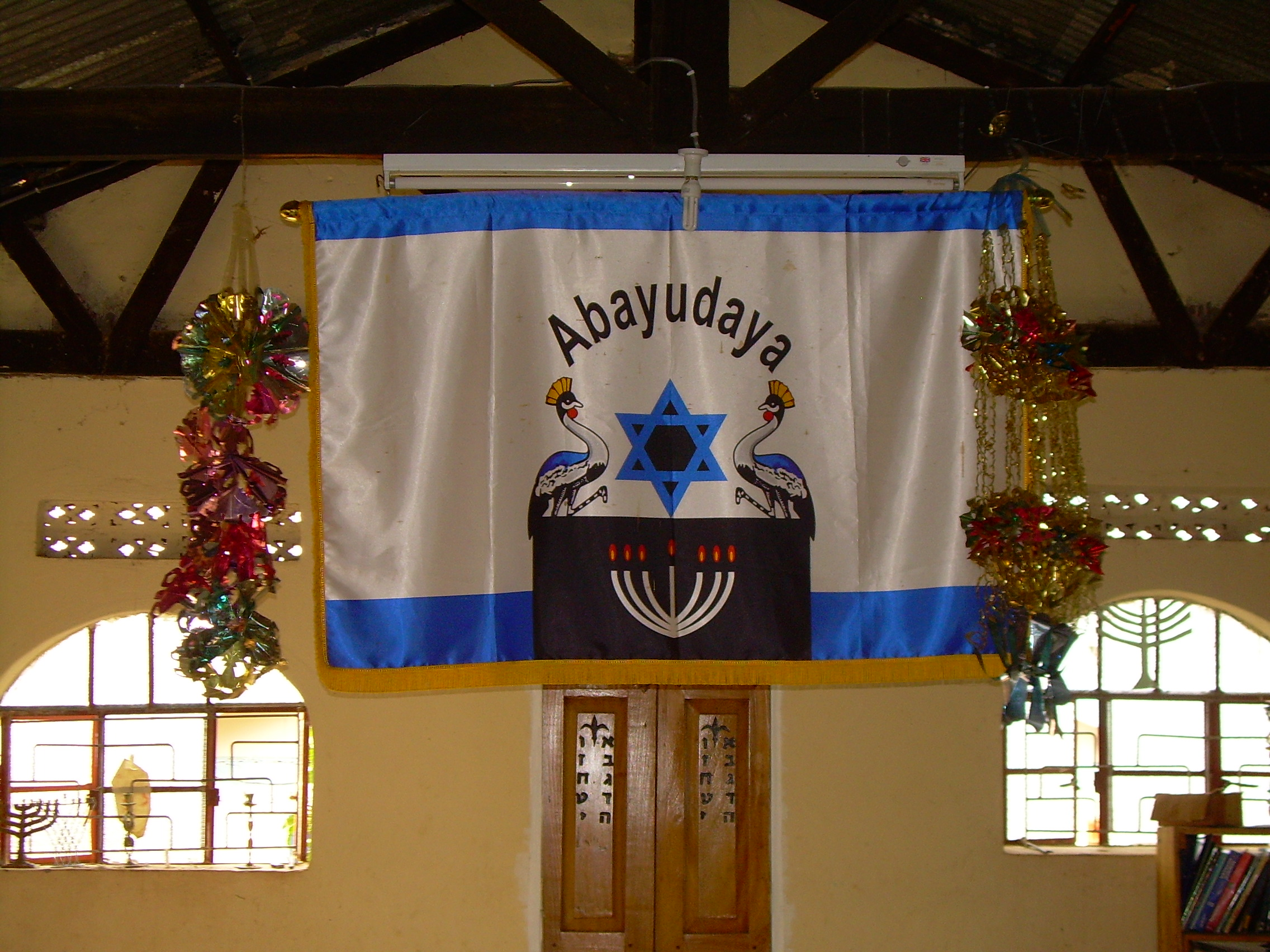
Fahne der Abayudaya-Gemeinde

Die heute etwa 1500 Abayudaya sind eine Gemeinschaft aus der Ethnie der Baganda in Uganda, die sich zum Judentum bekennt. Sie leben vor allem in Nabugoya bei Mbale und Pallisa. Sie stammen von Afrikanern ab, die 1919 den jüdischen Glauben annahmen. Unter Idi Amin (1971–1979) wurden sie verfolgt, so dass am Ende der Diktatur nur noch 300 von ehemals 3000 lebten. Seit 2002 sind sie durch die jüdische Weltgemeinde teilweise anerkannt. Die Anerkennung durch den Staat Israel steht aber noch aus.

## Diplomatie
Für Uganda ist die israelische Botschaft in Kenia zuständig. Im Oktober 2017 eröffnete Israel eine Visastelle in Kampala.
Uganda hat keine Vertretung in Israel.